# Ove Lindström
Ove Bertil Lindström, född 1951, är en svensk jurist som var lagman i Borås tingsrätt från 2012 till 2018.
Lindström utnämndes 9 september 1993 till rådman i Göteborgs tingsrätt. Han utnämndes 19 januari 2012 till lagman i Borås tingsrätt. 